# Alfonso IX di León
Alfonso Fernández (Zamora, 15 agosto 1171 – Sarria, 24 settembre 1230) fu re di León dal 1188 fino alla sua morte.

## Origine
Secondo il Chronicon Conimbricensi, Alfonso era figlio del re di León Ferdinando II e di Urraca del Portogallo (mense Februario hora tertia in die Ascensionis Domini nauti est Rex Alfonsus filius Regis Fernandi et Dñæ Orace Reginæ), che secondo il Roderici Toletani Archiepiscopi De Rebus Hispaniæ era la terza figlia del re del Portogallo Alfonso I e della principessa Mafalda di Savoia (1125-1158), figlia del settimo Conte di Savoia e Conte d'Aosta e di Moriana, quegli che sarebbe stato il primo ad assumere ufficialmente il titolo di Conte di Savoia, Amedeo III, e di Adelaide, di cui non si conoscono gli ascendenti (alcune fonti identificano la madre di Mafalda nella seconda consorte di Amedeo, Mahaut d'Albon)..
Secondo la cronaca di Alberico delle Tre Fontane, Ferdinando era figlio maschio terzogenito del re di León e Castiglia Alfonso VII e come riporta il Roderici Toletani Archiepiscopi De Rebus Hispaniæ, di Berenguela di Barcellona, , che, secondo gli Ex Gestis Comitum Barcinonensium era la figlia primogenita del conte di Barcellona, Gerona, Osona e Carcassonne, Raimondo Berengario III e la sua seconda moglie, la contessa di Provenza e Gévaudan, Dolce I (1090-1129), figlia primogenita del Visconte di Millau, di Gévaudan, e di Carlat, Gilberto I di Gévaudan e della Contessa di Provenza, Gerberga, come viene confermato dalle Note dell'Histoire Générale de Languedoc, Tome II.

## Biografia
La nascita di Alfonso venne citata nelle cronache di Alberico delle Tre Fontane (De frater huius Sanctii Fernando natus est Aldefonsus rex Legionis).
Poco dopo la sua nascita, tra il 1171 e il 1172, il papa Alessandro III, considerati i suoi genitori, Ferdinando ed Urraca parenti di terzo grado poiché erano nipoti delle sorellastre Urraca di Castiglia e Teresa di León, figlie di Alfonso VI di Castiglia, li obbligò a separarsi minacciandoli con la censura ecclesiastica.
Suo padre, Ferdinando II morì a Benavente, il 22 gennaio 1188;secondo gli Annales Compostellani morì nel 1187 (Era MCCXXV Fernandus Rex Legionis), mentre secondo gli Annali toledani Ferdinando II morì nel 1188 (Muriò el Rey D. Ferrando, fillo del Emperador, Era MCCXXVI) dal ritorno di un pellegrinaggio a Santiago di Compostela.

Alla morte del padre, Alfonso gli succedette come Alfonso IX, re di León e re di Galizia, ma, come riportano sia il Diccionario biográfico español, Real Academia de la Historia, che La web de las biografias si dovette confrontare con la matrigna, Urraca López de Haro e il fratellastro Sancho di León. Per rinforzare il suo diritto al trono convocò le Cortes, i vecchi rappresentanti della Curia Regia (di nomina reale), dove ricevette l'appoggio del clero, dei nobili e dei rappresentanti delle città. Questa convocazione fu la prima nell'Europa occidentale ad anticipare la convocazione di un parlamento moderno. Fu riconosciuto il diritto all'inviolabilità del domicilio e all'habeas corpus dei partecipanti.

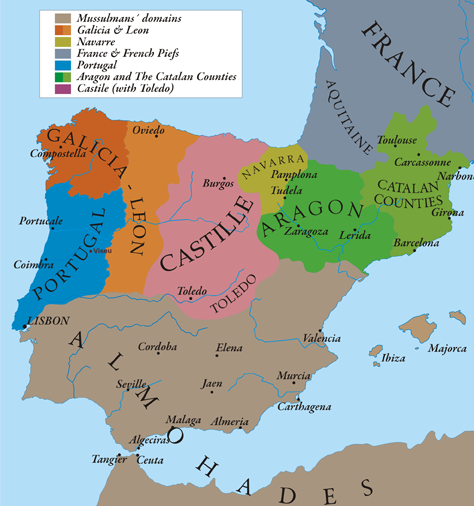
Mappa politica della penisola iberica nel 1210

Il 15 febbraio del 1191, a Guimarães, come riporta il Roderici Toletani Archiepiscopi De Rebus Hispaniæ, Alfonso sposò sua cugina prima, Teresa del Portogallo (Rex…Sancius…alias filia Tarasiam nomine, quam Aldefonso Regi Legionensi fuit incestuoso contubernio copulata), la figlia femmina primogenita del re del Portogallo Sancho I e di Dolce di Barcellona, che secondo la Corónicas" Navarras, era figlia del conte di Barcellona Raimondo Berengario IV e della regina di Aragona Petronilla.

Per le pressioni della chiesa e per il fatto che il papa Celestino III, a causa di questo matrimonio tra cugini primi, senza la dispensa papale, aveva scomunicato i sovrani del León e aveva lanciato l'interdetto sul regno di León, nel 1195 i due coniugi, anche sotto la minaccia che i figli Ferdinando, Sancha e Dolce fossero dichiarati illegittimi, si dovettero separare, allegando un accordo di separazione al Trattato di Tordehumos, del 1194 e Teresa rientrò in Portogallo, assieme alla figlia, Dolce.
Come riporta lo storico britannico Edgar Prestage, nel 1197 Alfonso IX entrò in guerra con lo zio e suocero Sancho I del Portogallo, che entrò nel sud della Galizia e occupò la città di Tui per due anni e, a pace fatta, costruì la città di Guarda a protezione della frontiera orientale
Le relazioni con il regno di Castiglia, dopo che alla battaglia di Alarcos il re di Castiglia, Alfonso VIII, venne sconfitto anche perché Alfonso IX e il re di Navarra Sancho VII arrivarono in ritardo, in quanto Alfonso VIII non aveva atteso gli alleati, come riporta lo storico spagnolo Rafael Altamira.

La situazione migliorò, verso la metà del dicembre del 1197, quando, come riporta il Chronicon de Cardeña Alfonso IX si sposò, in seconde nozze, con la cugina, Berenguela di Castiglia (1280-1246)(D. Afonso....fizo caballiìero el Rey D. Alfonso de Leon,è casol con so fija Doña Berenguela), che secondo la cronaca di Alberico delle Tre Fontane, era la figlia primogenita del re di Castiglia, Alfonso VIII e di Eleonora Plantageneta.

Anche Berenguela era al suo secondo matrimonio, avendo sposato, nel 1188, il duca di Svevia e Rottenburg, Corrado II di Hohenstaufen (1172 - 15 agosto 1196), figlio dell'imperatore, Federico Barbarossa (1122-1190) e della contessa di Borgogna, Beatrice (1145-1184), come riporta la Crónica latina de los reyes de Castilla.

Il matrimonio non era stato consumato, per la giovane età della moglie, e, nel 1196, Berenguela era rimasta vedova prima di poterlo consumare.

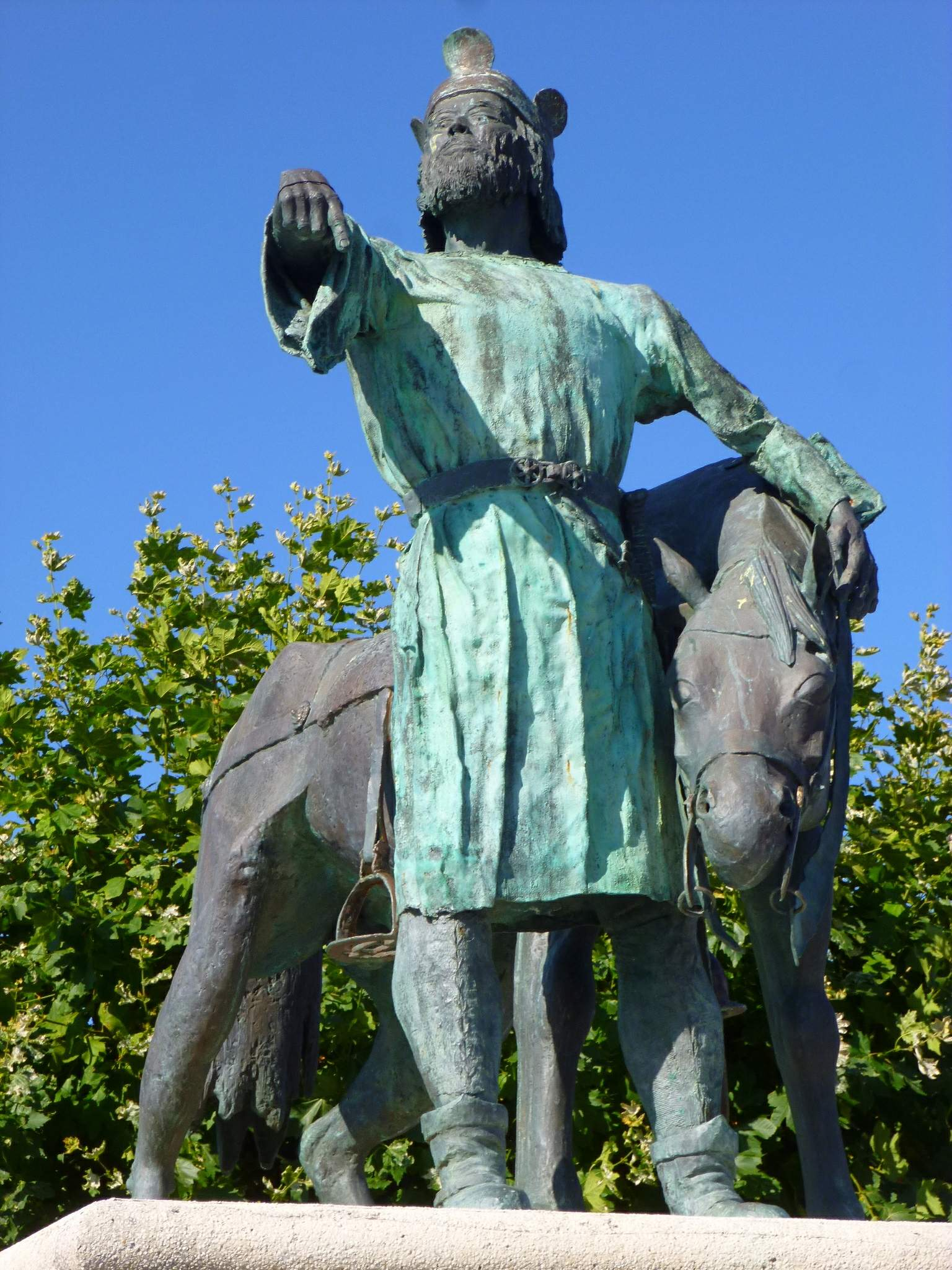
Statua di Alfonso IX a Baiona.

A seguito di questo matrimonio i rapporti, tra León e Castiglia, migliorarono a tal punto che, assieme al re d'Aragona Pietro II, Alfonso IX e Alfonso VIII si allearono e, nel 1200, approfittando del fatto che il re di Navarra Sancho VII stava combattendo in Murcia, Andalusia e Nordafrica, alleato degli Almohadi, per attaccarlo e togliere alla Navarra Álava, Gipuzkoa, a tutto vantaggio della Castiglia, confermato poi dal trattato di Guadalajara (1207).
Secondo le cronache di Alberico delle Tre Fontane, dapprima il matrimonio era stato accettato da parte della chiesa; poi in seguito, il neoeletto papa Innocenzo III fece pressione affinché il matrimonio fosse annullato, e, non avendo ottenuto alcun risultato, scagliò l'interdetto sui regni di León e Castiglia, minacciando di dichiarare illegittimi i figli nati dalla coppia, come riporta il medievalista Britannico Ernest Fraser Jacob, e nel 1204 il matrimonio venne annullato per consanguineità, e Berenguela tornò in Castiglia e si fece suora, nell'abbazia di Las Huelgas a Burgos, mentre gli attriti tra León e Castiglia ripresero, specialmente per i territori situati nella Franja del Carrión e parte della Tierra de Campos.
Nel 1212 Alfonso IX fu l'unico sovrano cristiano della penisola iberica che non rispose alla chiamata del papa Innocenzo III per la crociata contro i musulmani e quindi le truppe leonesi non parteciparono alla battaglia di Las Navas de Tolosa (16 luglio 1212).
Nel 1215 Alfonso IX emise un documento sulla servitù (servi della gleba) che prevedeva che i servi non potevano essere venduti assieme ai beni immobili (case, terreni, eccetera), potevano sposarsi senza dover richiedere il permesso ai padroni, e si fissava la misura (in denaro, in natura o in lavoro da effettuare) per potersi riscattare e quindi lasciare il servizio del padrone
Nel 1217 morì il re di Castiglia Enrico I e gli succedette la sorella Berenguela (la moglie separata di Alfonso IX), che, essendo suora, si affrettò ad abdicare a favore di suo figlio Ferdinando, il quale, abbandonato il padre Alfonso IX, si recò immediatamente dalla madre per governare insieme la Castiglia.
Ma Alfonso IX, che ambiva alla corona di Castiglia, perché nipote di Alfonso VII di León, che era re sia di León che di Castiglia, si proclamò re di Castiglia, come Alfonso IX, per diritto di marito e di padre, appoggiato dalla famiglia Lara e dagli altri nobili castigliani che avevano governato per conto di Enrico I di Castiglia, dichiarò guerra al figlio. Non essendo riuscito a conquistare la Castiglia, fu costretto a patteggiare una tregua con l'ex moglie Berenguela, dove si impegnò a non portare più guerra alla Castiglia e nel contempo diseredò il figlio Ferdinando della corona del León.

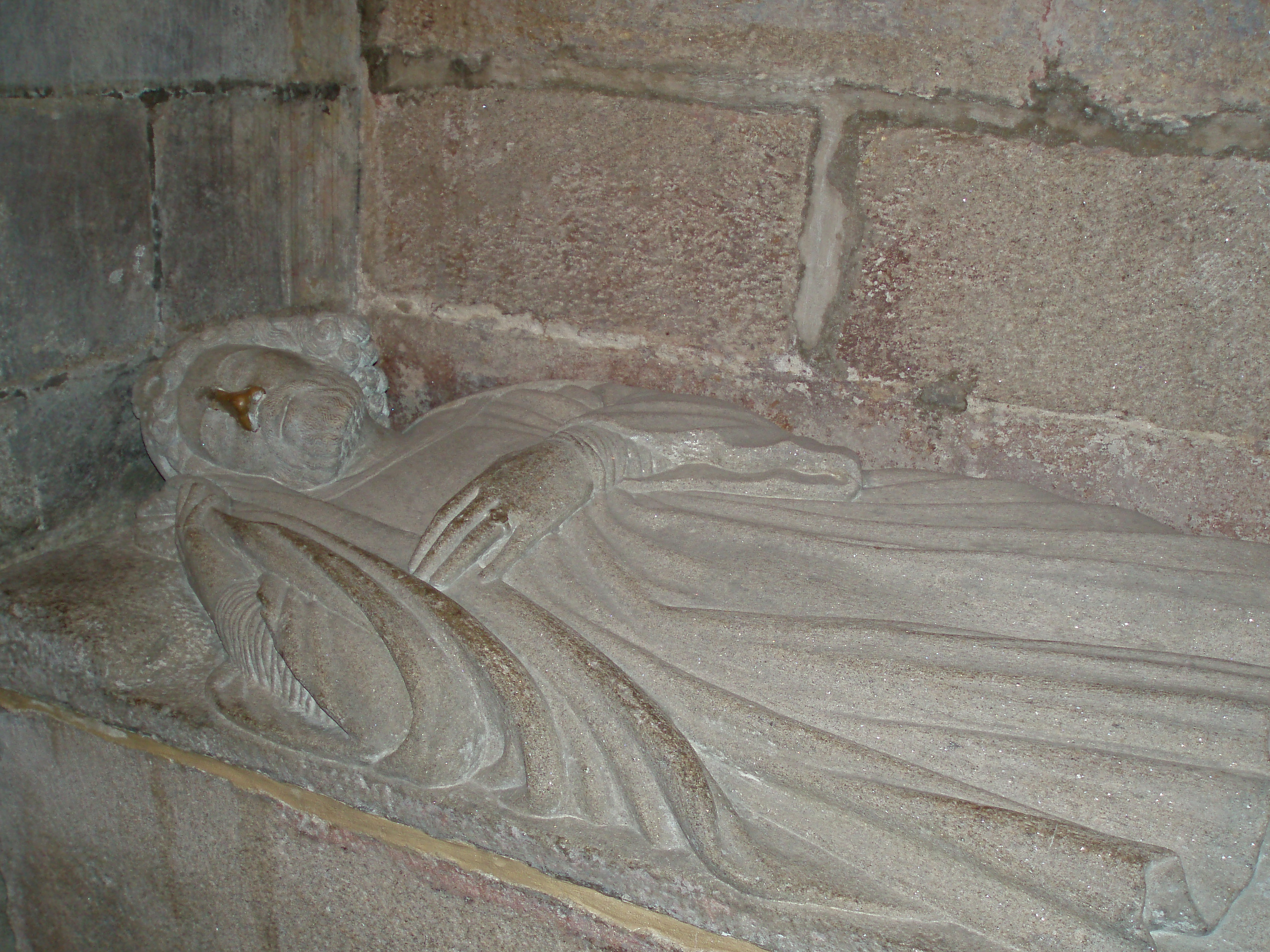
La tomba di Alfonso IX nella Cattedrale di Santiago di Compostela

Tra il 1218 e il 1220 Alfonso IX fondò l'università di Salamanca, elevando le Scuole Cattedralizie di Salamanca alla categoria di Estudio General del Reino de León, che poi suo nipote Alfonso il Saggio avrebbe chiamato Universidad (l'Università di Salamanca fu preceduta, nella penisola iberica solo dalla Scuola di Palencia, che ebbe però breve durata, dal 1175 al 1250), come riporta il prete anglicano e storico, britannico, Hastings Rashdall.
Alfonso IX spese gli ultimi anni di vita nella lotta contro i musulmani di al-Andalus conquistando Elvas e altre città in Estremadura, nel 1228, poi Cáceres, nel 1229 e infine Mérida e Badajoz, nel 1230.
Alfonso IX morì nel 1230, a Villanueva de Sarría, in Galizia, come riportano gli Anales Toledanos (Era MCCLXVIII muriò el Rey Don Alfonso de Leon, Padre del Rey D. Fernando, en Villanneva de Saria), mentre si recava in pellegrinaggio a Santiago di Compostela.
Il corpo fu traslato a Santiago di Compostela e fu tumulato nella Cattedrale di Santiago di Compostela accanto al padre Ferdinando II nel Panteón Real de la Capilla de las reliquias.
Alfonso IX lasciò il regno di León alle figlie di primo letto, Sancha e Dolce, che salirono al trono insieme con l'appoggio della nobiltà, mentre il clero e l'aristocrazia erano contrari, avrebbero preferito che i regni di León e di Castiglia fossero riunificati sotto il re Ferdinando III. L'accordo fu raggiunto dalle due ex mogli di Alfonso IX, Berenguela e Teresa, che a nome dei rispettivi figli, firmarono il Tratado de las Tercerías, dove dietro un cospicuo indennizzo le due regine abdicarono a favore del fratellastro, che poté finalmente riunire sotto un'unica corona i regni di León e di Castiglia, come riporta il Diccionario biográfico español, Real Academia de la Historia, non senza l'opposizione della popolazione leonese, che per parecchi mesi chiuse le porte delle città al re castigliano, contro il quale avevano combattuto per tanti anni sui campi di battaglia.

## Matrimoni

### Primo matrimonio
Sposò Teresa del Portogallo, figlia di Sancho I del Portogallo e di Dolce di Barcellona. Ebbero tre figli:
- Sancha II di León (1191-1243)[9];
- Ferdinando di León (1192/1193-agosto 1214)[9];
- Dolce I di León (1193/1194-luglio 1248)[9].

### Secondo matrimonio
Nel 1197 sposò Berenguela di Castiglia, figlia di Alfonso VIII di Castiglia e di Eleonora Plantageneto. Ebbero cinque figli:
- Leonora (1198 - 1202), citata nel Chronicon Mundi di Lucas de Tuy
- Constanza di León (1200 - 7 settembre 1242). Monaca all'abbazia di Las Huelgas, a Burgos, citata nel Chronicon Mundi di Lucas de Tuy
- Ferdinando (1201 - 1252), re de Castiglia e di León con il nome de Fernando III detto il Santo[15]
- Alfonso di Molina (1202 - 1272). Signore di Molina, citato nel Chronicon de Cardeña (Infant D. Alfonso que dicen de Molina è fue hermano del Rey D. Ferrando)[41]
- Berenguela di León (1204 -Gerusalemme 1237). Fu la terza moglie di Giovanni di Brienne, prima reggente del regno di Gerusalemme (rex Iohannes Ierosolimitanus duxit in uxorem filia regis Gallicie, sororem Fernandi de Castella)[42] e poi imperatore latino di Costantinopoli, unitamente a Baldovino II di Costantinopoli.

### Figli illegittimi
Dalla sua relazione con una donna di cui non si conosce il nome, ebbe un figlio:
- Pietro Alfonso di León (1196-1226), citato nella Chronica de las tres Ordenes y Cavallerías de Sanctiago, Calatrava y Alcantara[44].

Dalla sua relazione con Inés Íñiguez de Mendoza, ebbe una figlia:
- Urraca di León (1197-1244/1258), sposò Lope Díaz II de Haro[45].

Dalla sua relazione con Aldonça Martínez de Silva, ebbe tre figli:
- Rodrigo di León (1210-1252), sposò Inés Rodríguez[46];
- Aldonça di León (1212-1267), sposò in prime nozze Froilaz Diego Ramirez e in seconde nozze il conte Pedro Ponce de Cabrera[47];
- Teresa di León, sposò Nuño González de Lara[48][49].

Dalla sua relazione con Estefania Perez, ebbe un figlio:
- Fernando di León (1211-?), citato dallo storico, Szabolcs de Vajay.

Dalla sua relazione con Maura, di umili origini, ebbe un figlio:
- Fernando di León (1214-1278)[50].

Dalla sua relazione con Teresa Gil de Soverosa ebbe quattro figli:
- Maria di León (1205/1215-1252) sposò in prime nozze Alvaro Fernandez de Lara e in seconde nozze Suero Arias de Valladares[51];
- Martin di León (1210-1268/1272)[52];
- Sancha di León (1220-1270) sposò Simón Ruiz de los Cameros[53];
- Urraca di León (1228-1252) sposò in prime nozze Garcia Romeu e in seconde nozze Pedro Núñez de Guzmán[54].

## Ascendenza
|                          |                    |                                       | Genitori                             |  |  | Nonni |  |  | Bisnonni             |  |  | Trisnonni               |  |
|                          |                    |                                       |                                      |  |  |       |  |  | Raimondo di Borgogna |  |  | Guglielmo I di Borgogna |  |
|                          |                    |                                       |                                      |  |  |       |  |  | Raimondo di Borgogna |  |  | Guglielmo I di Borgogna |  |
|                          |                    | Stefania di Vienne                    |                                      |  |  |       |  |  | Raimondo di Borgogna |  |  |                         |  |
| Alfonso VII di León      |                    |                                       |                                      |  |  |       |  |  | Raimondo di Borgogna |  |  |                         |  |
|                          |                    | Urraca I di León                      | Alfonso VI di León                   |  |  |       |  |  |                      |  |  |                         |  |
|                          |                    | Urraca I di León                      | Alfonso VI di León                   |  |  |       |  |  |                      |  |  |                         |  |
|                          |                    | Urraca I di León                      | Costanza di Borgogna                 |  |  |       |  |  |                      |  |  |                         |  |
| Ferdinando II di León    |                    | Urraca I di León                      |                                      |  |  |       |  |  |                      |  |  |                         |  |
|                          |                    | Raimondo Berengario III di Barcellona | Raimondo Berengario II di Barcellona |  |  |       |  |  |                      |  |  |                         |  |
|                          |                    | Raimondo Berengario III di Barcellona | Raimondo Berengario II di Barcellona |  |  |       |  |  |                      |  |  |                         |  |
|                          |                    | Raimondo Berengario III di Barcellona | Matilde d'Altavilla                  |  |  |       |  |  |                      |  |  |                         |  |
| Berenguela di Barcellona |                    | Raimondo Berengario III di Barcellona |                                      |  |  |       |  |  |                      |  |  |                         |  |
|                          |                    | Dolce I di Provenza                   | Gilberto I di Gévaudan               |  |  |       |  |  |                      |  |  |                         |  |
|                          |                    | Dolce I di Provenza                   | Gilberto I di Gévaudan               |  |  |       |  |  |                      |  |  |                         |  |
|                          |                    | Dolce I di Provenza                   | Gerberga di Provenza                 |  |  |       |  |  |                      |  |  |                         |  |
| Alfonso IX di León       |                    | Dolce I di Provenza                   |                                      |  |  |       |  |  |                      |  |  |                         |  |
|                          | Enrico di Borgogna | Enrico di Borgogna                    |                                      |  |  |       |  |  |                      |  |  |                         |  |
|                          | Enrico di Borgogna | Enrico di Borgogna                    |                                      |  |  |       |  |  |                      |  |  |                         |  |
|                          | Enrico di Borgogna | Sibilla di Barcellona                 |                                      |  |  |       |  |  |                      |  |  |                         |  |
| Alfonso I del Portogallo | Enrico di Borgogna |                                       |                                      |  |  |       |  |  |                      |  |  |                         |  |
|                          |                    | Teresa di León                        | Alfonso VI di León                   |  |  |       |  |  |                      |  |  |                         |  |
|                          |                    | Teresa di León                        | Alfonso VI di León                   |  |  |       |  |  |                      |  |  |                         |  |
|                          |                    | Teresa di León                        | Jimena Muñoz                         |  |  |       |  |  |                      |  |  |                         |  |
| Urraca del Portogallo    |                    | Teresa di León                        |                                      |  |  |       |  |  |                      |  |  |                         |  |
|                          |                    | Amedeo III di Savoia                  | Umberto II conte di Savoia           |  |  |       |  |  |                      |  |  |                         |  |
|                          |                    | Amedeo III di Savoia                  | Umberto II conte di Savoia           |  |  |       |  |  |                      |  |  |                         |  |
|                          |                    | Amedeo III di Savoia                  | Giselda di Borgogna                  |  |  |       |  |  |                      |  |  |                         |  |
| Mafalda di Savoia        |                    | Amedeo III di Savoia                  |                                      |  |  |       |  |  |                      |  |  |                         |  |
|                          |                    | Mahaut d'Albon                        | Ghigo III di Albon                   |  |  |       |  |  |                      |  |  |                         |  |
|                          |                    | Mahaut d'Albon                        | Ghigo III di Albon                   |  |  |       |  |  |                      |  |  |                         |  |
|                          |                    | Mahaut d'Albon                        | Matilde di Hauteville                |  |  |       |  |  |                      |  |  |                         |  |
|                          |                    | Mahaut d'Albon                        |                                      |  |  |       |  |  |                      |  |  |                         |  |

### Fonti primarie
- (LA)  Recueil des historiens des Gaules et de la France. Tome 12.
- (LA)  Monumenta Germaniae Historica, Scriptores, tomus XXIII.
- (LA)  (ES)  #ES España sagrada, Volume 23.
- (LA)  #ES "Corónicas" Navarras.
- (ES)  #ES Chronica de las tres Ordenes y Cavallerías de Sanctiago, Calatrava y Alcantara.

### Letteratura storiografica
- Rafael Altamira, La Spagna (1031-1248), in «Storia del mondo medievale», vol. V, 1999, pp. 865–896.
- E.F. Jacob, Innocenzo III, in «Storia del mondo medievale», vol. V, 1999, pp. 5–53.
- Hastings Rashdall, Le università medievali, in «Storia del mondo medievale», vol. V, 1999, pp. 657–704.
- Edgar Prestage, Il Portogallo nel Medioevo, in «Storia del mondo medievale», vol. VII, 1999, pp. 576–610.
- (PT)  Nobiliario del Conde de Barcelos Don Pedro, Hijo del Rey Don Dionisio, Reyes de Portugal
- (ES) Crónica latina de los reyes de Castilla.
- (FR)  Histoire générale de Languedoc, Notes, tomus II.
- (EN)  The early history of the house of Savoy (1000-1233).